# Ilona Lagrene
Ilona Lagrene (* 11. November 1950 in Heidelberg; † 19. November 2023 in Mannheim) war eine deutsche Bürgerrechtsaktivistin, Frauenrechtlerin und Autorin. Sie gehörte zu den Gründerinnen des 1986 gegründeten Verbands Deutscher Sinti und Roma Landesverband Baden-Württemberg und war von 1989 bis 1996 Vorsitzende des Verbandes, im Rahmen dessen sie 2007 das RomnoKher mitgründete. Bis zu ihrem Tod war sie im Vorstand des Verbands der Sinti und Roma Rheinland-Pfalz.

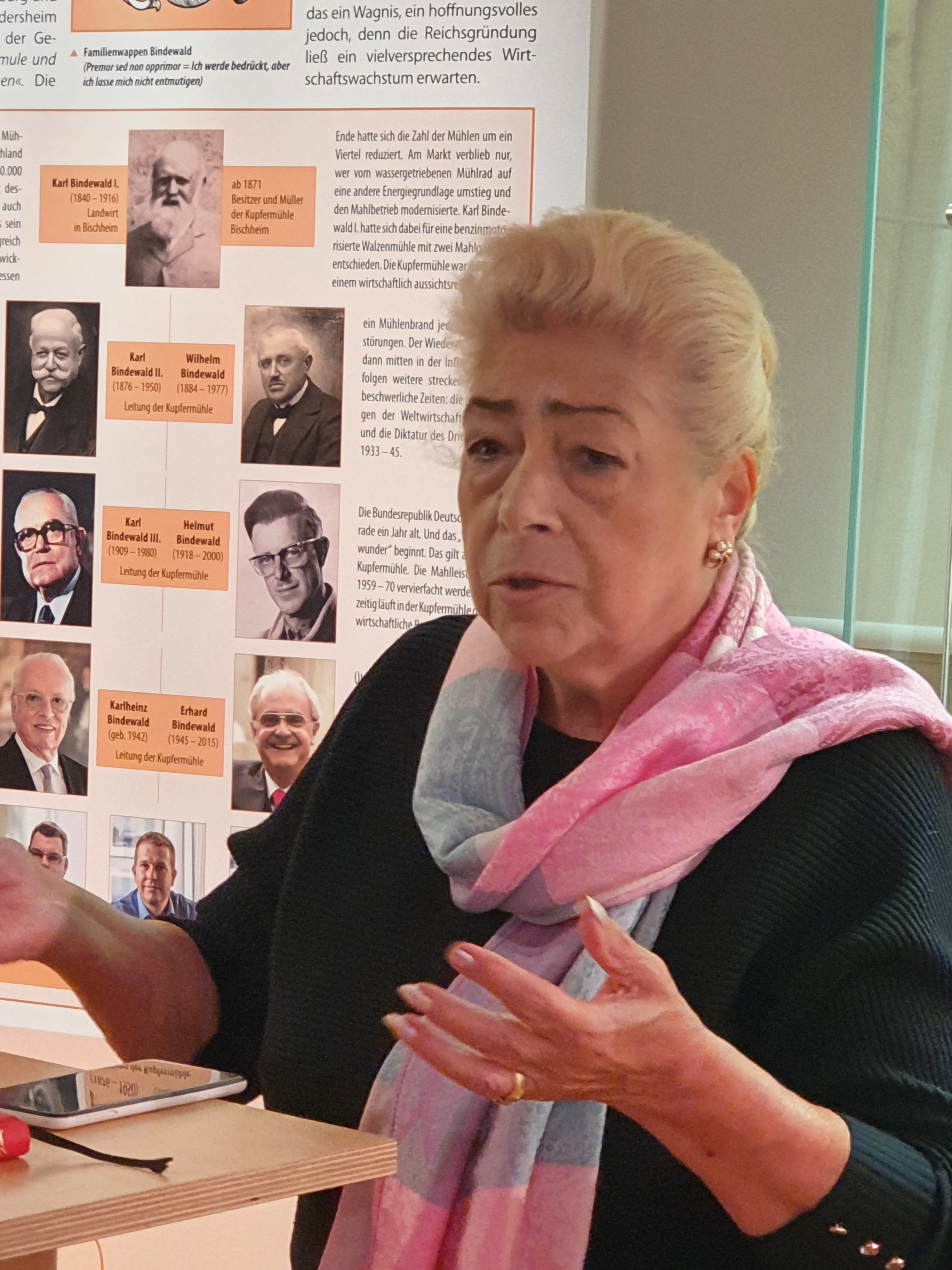
Ilona Lagrene 2022

## Leben
Ilona Lagrene wurde 1950 Heidelberg geboren. Ihre Familie befand sich unter den Sinti, die am 16. Mai 1940 von den Nationalsozialisten erst auf den Hohenasperg in der Nähe von Stuttgart verschleppt worden waren, um von dort aus in Sonderzügen der Reichsbahn in Arbeitslager nach Polen oder Konzentrationslager verschleppt zu werden. Die Deportationen, die am 22. Mai 1940 der Verschleppung vom Asperger Bahnhof aus folgten, wurden vom Hauptscharführer des Reichssicherheitshauptamtes, Josef Eichberger, organisiert und waren eine der ersten großangelegten „Umsiedlungen“. Ihre Eltern überlebten den Holocaust, Ilona selbst kam erst nach Ende des Krieges zur Welt. Mütterlicherseits waren mindestens 18 Personen von den Langzeitfolgen der im Dritten Reich durchgeführten Menschenexperimente an Sintezze und Romnja betroffen, zu denen u. a. auch Zwangssterilisationen gehörten, ein weiterer Teil ihrer Familie, mindestens 24 Angehörige, starb in Auschwitz und anderen Konzentrationslagern.
Durch die Praxis Schülerinnen, die Angehörige der Sinti und Roma waren, teilweise direkt aus dem Unterricht zu deportieren, entwickelten viele Überlebende später eine Angst davor ihre Kinder am Unterricht teilnehmen zu lassen, so auch bei der Familie von Ilona Lagrene. Dies war später eine Motivation für sie selbst sich im Bereich Jugend- und Bildungsarbeit zu engagieren.
Von 1972 bis zu ihrem Tod am 19. November 2023 lebte Ilona Lagrene zusammen mit ihrer Familie in Mannheim.

## Bürgerrechtsarbeit
Als 1973 der Tod des Sinto Anton Lehmann zur ersten Großdemonstration von Sinti in Heidelberg in Form eines Schweigemarsches führte, war Ilona Lagrene mit ihrem Mann Reinhold Lagrene Teil der Bürgerrechtsbewegung deutscher Sinti und Roma. Gemeinsam mit ihrem Mann trieb sie in über 40 Jahren Bürgerrechtsarbeit die Gründung des Zentralrats Deutscher Sinti und Roma voran, dem sie sich mit dem von ihr mitgegründeten Landesverband Deutscher Sinti und Roma Baden-Württemberg anschloss und war Wortführerin in vielen politischen Auseinandersetzungen, die letztlich zu den Meilensteinen und Erfolgen der Bürgerrechtsbewegung der Sinti und Roma in Deutschland führten, wie etwa in den Auseinandersetzungen um etliche Gedenktafeln und Gedenkorte. Die Besetzung des Kellers im Tübinger Universitätsarchiv im September 1981, wo Unterlagen der NS-„Rasseforschung“ aufbewahrt wurden, die auch nach 1945 genutzt worden waren und deren Auswirkungen, waren Teil des politischen Wirkens in ihrem Umfeld. Die Forderung der Bürgerrechtsbewegung, die Akten ins Bundesarchiv zu überführen, wurde schließlich erfüllt.
Gemeinsam mit ihrem Mann dokumentierte und verschriftlichte Ilona Lagrene die Berichte und Zeitzeugnisse von Sinti, die den nationalsozialistischen Völkermord überlebt hatten.
Die internationale Holocaustgedenkstätte Yad Vashem führte ihre Arbeit schließlich als Beispiel für die Bedeutung von Zeugnissen überlebender Sinti und Roma für die Gegenwart an.

## Politisches Wirken in Baden-Württemberg
Ilona Lagrene trug mit ihrem wissenschaftlichen Werk und ihrer Dokumentation von Zeitzeugnissen maßgeblich zur Aufklärung der NS-Vergangenheit im Raum Heidelberg bei. So deckte sie systematisch die Involvierung des Vereins Alt-Heidelberg in die Vertreibung von 24 in Heidelberg lebenden Sinti-Familien auf, deren Ansässigkeit 1916 durch polizeiliche Erfassung dokumentiert wurde. Nachdem sie die Verstrickungen des Vereines bereits 1995 öffentlich thematisiert hatte, führten ihre Bemühungen schließlich dazu, dass der Arbeitsbereich Minderheitengeschichte und Bürgerrechte in Europa der Universität Heidelberg sich im Auftrag des Vereines selbst mit dessen historischer Involvierung wissenschaftlich auseinandersetzte:
„[...] Der gemeinnützige Verein „Alt-Heidelberg e.V.“, der im Jahre 1891 gegründet wurde, ist einer der traditionsreichsten Stadtteilvereine Heidelbergs. Prof. Dr. Frieder Hepp, Leiter des Kurpfälzischen Museums und langjähriges Vereins-Mitglied, beauftragte uns, Wissenschaftlerinnen des Arbeitsbereichs „Minderheitengeschichte und Bürgerrechte in Europa“ der Universität Heidelberg, im Mai 2013 damit, die Rolle des Vereins im Zusammenhang mit der Vertreibung, Verschleppung und Deportation von Sinti-Familien aus Heidelberg während des Nationalsozialismus zu untersuchen. Konkreter Anlass war die Recherchearbeit der ehemaligen Vorsitzenden des Verbandes Deutscher Sinti und Roma in Baden-Württemberg Ilona Lagrene. Frau Lagrene hatte ihre Untersuchungen zur Geschichte von Heidelberger Sinti-Familien in mehreren Vorträgen der Öffentlichkeit vorgestellt. Dabei thematisierte sie auch die mögliche Beteiligung des Vereins „Alt-Heidelberg e.V.“ an der zunehmenden Drangsalierung der Familien seit den 1930er-Jahren. Erstmals hatte Frau Lagrene diesen Kontext bereits im Mai 1995 öffentlich angesprochen. Viele Jahre später, im Mai 2013, betonte sie dann erneut, dass der Verein „Alt-Heidelberg e.V.“ in die Vertreibung der Heidelberger Sinti-Familien verstrickt gewesen sei und bisher keine Aufarbeitung der eigenen Vergangenheit betrieben hätte. Dies nahm der Verein zum Anlass, sowohl den von Lagrene genannten Vorfall als auch die allgemeine Haltung der Vereinsvorstandsmitglieder während des Nationalsozialismus von 1933 bis 1945 wissenschaftlich untersuchen zu lassen [...]. Im Hauptteil stellen die beteiligten Wissenschaftlerinnen Daniela Gress, Irene Wachtel und Dr. Rubina Zern ihre eigene Quellen- und Archivarbeit vor, die es, ergänzt durch Interviews mit dem ehemaligen Vereinsvorsitzenden Dr. Jochen Goetze und Ilona Lagrene, ermöglicht, die historische Situation einzuordnen. Der vorliegende Bericht beleuchtet so einen wichtigen und vernachlässigten Abschnitt der Vereinsgeschichte in Heidelberg und möchte damit auch einen aktiven Beitrag zur Aufarbeitung der Geschichte der Sinti und Roma im lokalen Kontext leisten.“
Zum Gedenken an die deportierten Sinti aus Süddeutschland engagierte sich Ilona Lagrene über mehrere Jahrzehnte und gegen den Widerstand der Stadt und der Deutschen Bahn für eine Gedenktafel am Standort des Bahnhofes Asperg. Im Mai 1995 konnte sie sich gemeinsam mit anderen Mitstreiterinnen gegen diesen durchsetzen und die von ihr erkämpfte Gedenktafel einweihen. Zu der großen Anzahl weiterer Gedenkstätten, für die sie sich einsetzte, zählt die Gedenktafel in der Heidelberger Steingasse für die Heidelberger Sinti, die dem Nationalsozialismus zum Opfer fielen und das Mahnmal für die deportierten Sinti und Roma aus Mannheim in E6. Bis heute gibt sie regelmäßig historische Führungen durch die Heidelberger Altstadt und trägt damit zur lokalen und überregionalen Gedenkkultur bei.
Mit dem Verband Deutscher Sinti und Roma Baden-Württemberg unterstützte sie ab 1986 die Gemeinschaften der Sintezze und Romnja vor Ort bei der Antragsstellung und Abwicklung von Entschädigungsverfahren und leistete rechtlichen Beistand, sowie Beratungs- und Aufklärungsarbeit im Bereich Rassismus gegen Sinti und Roma.
Für ihr Engagement wurde sie 2018 mit dem Hildegard-Lagrenne-Preis der Stadt Mannheim ausgezeichnet. Am 24. April 2023 erhielt die Staufermedaille des Landes Baden-Württemberg in Gold verliehen.

## Frauenrechte, Bildungsarbeit und Jugendempowerment
Gemeinsam mit Hildegard Lagrenne besuche sie ab Anfang der 1990er-Jahre hunderte Schulen im Land Baden-Württemberg, um in Geschichtskursen über die 700-jährige Geschichte und die nationalsozialistische Verfolgung der Sinti und Roma in Deutschland aufzuklären.
Seit dem Tod ihres Mannes im Jahr 2016 leistete Ilona Lagrene weiter Bildungsarbeit im Bereich der Kultur deutscher Sintezze und Romnja. Nachdem sie zu Lebzeiten die Forschungen Reinhold Lagrenes zur Entwicklung eines Hochromanes aus dem Romanes der deutschen Sinti unterstützt hatte, schrieb sie das Vorwort zu seinem Lebenswerk, dem Djiparmissa, einer Sammlung klassischer deutscher Gedichte, die von ihm ins Hochromanes übersetzt und um eigene Werke ergänzt worden waren. Die Lesungen aus dem Werk und die damit verbundene Bildungsarbeit tragen dazu bei, ein Bewusstsein für die Auswirkungen der historisch durch rassistische Gewalt erzwungenen Assimilation deutscher Sinti und Roma zu schaffen und ihnen entgegenzuwirken.
Zu ihrem Wirken in der non-formalen Bildungsarbeit zählte zudem ihr Engagement im Bereich Jugend- und Frauenarbeit. So fanden regelmäßig Workshops, Podien und andere Bildungsformate mit ihr im Rahmen der jährlichen Jugendkonferenz der Jugendorganisation Amaro Drom und des Romnja-Power-Month des feministischen RomaniPhen Archiv statt. Letzteres hat Ilona Lagrene als historische Figur in die Bildungsmaterialreihe "Caje zoralije, caje šukarijé" aufgenommen.
Dies ist auch ihrem historischen Mitwirken an der feministischen Emanzipation der Sintezze und Romnja zu verdanken. So beschrieb Lagrene bereits in dem 1995 erschienenen Band „ZeitenWandel: Frauengenerationen in der Geschichte Mannheims“ die Situation der Sinti-Frauen in der Kurpfalz und prägte damit, ebenso wie Petra Rosenberg, den Begriff der „zweiten Verfolgung“:
„[...] Bisher vorliegende Dokumentationen sind im wesentlichen von Angehörigen der Minderheit selbst erstellt worden. Daher ist es kaum verwunderlich, daß nach der jahrzehntelangen massiven Leugnung des Völkermordes an Sinti und Roma auch heute in der Öffentlichkeit die NS-Verbrechen an unserer Minderheit und deren Auswirkungen wenig wahrgenommen werden. Das permanente Verschweigen und die langjährige Nichtwahrnehmung des Holocaust an unserer Minderheit können in ihren Auswirkungen selbst noch einmal als eine „zweite Verfolgung“ begriffen werden. Der nationalsozialistische Versuch der „Endlösung“ zielte nicht nur auf die vollständige Vernichtung aller Menschen unserer Volksgruppe, die über Jahrhunderte in Deutschland lebte, sondern auch auf die völlige „Liquidierung“ unserer eigenständigen Kultur und Geschichte als Minderheit. Damit sollte auch die Erinnerung an ihre physische und kulturelle Existenz ausgelöscht werden.“

Sie betonte im gleichen Artikel zudem die besondere Rolle und Emanzipation der Sintezze, deren Geschichte bis lange vor dem Zweiten Weltkrieg zurückreicht:
„[...] Wann und wie viele Sinti sich in Mannheim niederließen, ist nicht bekannt. Es lebten im 19. und frühen 20. Jahrhundert einige Sinti-Familien in Mannheim. Ihre Verfolgungsgeschichte während des Nationalsozialismus sowie ihr Leben und Wirken in Mannheim während früherer Jahrhunderte muß noch aufgearbeitet werden. Dies gilt vor allen Dingen für Sinti-Frauen. Ihr Leben hat sich vor dem Nationalsozialismus von dem der Nicht-Sinti-Frauen kaum unterschieden. Sie gingen als Mädchen zur Schule,, übten selbstständige Berufe aus, waren Porzellanhändlerinnen, [...]“

## Auszeichnungen
Im Jahr 2018 erhielt Ilona Lagrene den Hildegard-Lagrenne-Preis der Stadt Mannheim. „Mit dem Hildegard-Lagrenne-Preis zeichnet die Stadt Mannheim seit 2013 engagierte Persönlichkeiten aus, die sich vorbildlich für Toleranz, Menschenrechte und Bildungsgerechtigkeit in Mannheim und der Metropolregion Rhein-Neckar einsetzen und unterstützt die Bemühungen, nachhaltige Anerkennungs- und Teilhabestrukturen für die Minderheit der Sinti und Roma in der Gesellschaft zu schaffen.“ Am 24. April 2023 wurde sie zudem für ihr herausragendes Engagement für Bürger- und Frauenrechte sowie die Belange der Sinti und Roma mit der Staufermedaille in Gold geehrt.

## Veröffentlichungen (Auswahl)
- Ilona Lagrene, Michail Krausnick: Die Verfolgung der Heidelberger Sinti-Familien während der NS-Zeit. Vortrag zum 50. Gedenktag der Befreiung von Auschwitz. S. 147–157. In: Heidelberger Geschichtsverein e.V. (Hrsg.): Heidelberg. Jahrbuch zur Geschichte der Stadt. Nr. 11 (2006/07). Verlag Dr. Lehmann, Heidelberg, ISBN 3-924566-27-5.
- Ilona Lagrene, Reinhold Lagrene, Daniel Strauß (Hrsg.): ... weggekommen. Berichte und Zeugnisse von Sinti, die die NS-Verfolgung überlebt haben. Philo Verlag/Verband Deutscher Sinti und Roma Baden-Württemberg, Berlin 2002. ISBN 3825701727.
- Reinhold Lagrene (Hrsg.): Djiparmissa Klassische deutsche Gedichte auf Romanes. Mit einem Vorwort von Ilona Lagrene. Verlag Wunderhorn 2018, ISBN 978-3-88423-590-4.